# Kermit the Frog
Kermit the Frog, —o la Granota Kermit, o Granota Gustau, és probablement el personatge més famós de Jim Henson.
Presentat el 1955, Kermit és protagonista de nombroses produccions dels Muppets, sobretot, Sesame Street i The Muppet Show, així com en altres sèries de televisió, pel·lícules, especials i anuncis de serveis públics al llarg dels anys. Henson va interpretar a Kermit fins a la seva mort el 1990; Steve Whitmire va interpretar Kermit des d'aquell moment fins al seu acomiadament el 2016. Actualment, Kermit és a càrrec de Matt Vogel. També li va donar veu Frank Welker a Muppet Babies i ocasionalment en altres projectes d'animació, i Matt Danner en el reinici de la mateixa sèrie el 2018.
Kermit va interpretar els èxits "Bein 'Green" el 1970 i "Rainbow Connection" el 1979 per a The Muppet Movie, el primer llargmetratge dels Muppets. "Rainbow Connection" va arribar al número 25 del Billboard Hot 100. La mirada i la veu icòniques de Kermit són reconegudes a tot el món des de llavors, i el 2006 es va acreditar al personatge com a autor de Before You Leap: A Frog's Eye View of the Greatest Lessons Lessons of Life, una "autobiografia" explicada des de la perspectiva del mateix personatge.
És el personatge més reeixit dels Muppets. La seva promesa és Miss Piggy, i com ell mateix s'autodefineix, és "el reporter més bromista de Barri Sèsam".

## Història i desenvolupament
Kermit va aparèixer per primera vegada el 9 de maig de 1955, a l'estrena de Sam and Friends de WRC-TV. Aquest prototip de Kermit va ser creat a partir d'un abric de primavera descartat pertanyent a la mare de Henson i dues meitats de pilotes de ping pong per als ulls.
Inicialment, Kermit era una criatura. Posteriorment va fer diverses aparicions a la televisió abans que es creés la seva condició de granota. Al seu moment, se li va afegir un collet per fer-lo semblar més gran i per ocultar la costura entre el cap i el cos.